# 米基爾·文奴斯
米基爾·文奴斯·莫桑（西班牙語：Miguel Muñoz Mozún，1922年1月19日—1990年7月16日），出生於馬德里，逝世亦在馬德里。是一名西班牙足球運動員及教練。他職業身涯大部份時間都在皇家馬德里，球員時代司職中場，代表皇馬上陣超過200場，其中1955年9月歐洲冠軍盃決賽對西維迪入了致勝球贏得該屆歐洲冠軍盃冠軍，後來1956-57年成為球會隊長，1958年退休，兩年後執後皇馬，帶領球隊贏得1960年和66年歐洲冠軍盃冠軍，是首位以球員和領隊（或教練）的身份贏得歐洲冠軍盃或歐洲聯賽冠軍盃冠軍，現時只有齐达内、瓜迪奥拉和他能做到。

## 生涯

### 球員生涯
文奴斯年少時在馬德里幾支青年球隊效力，包括艾斯高納普斯（Escolapios）、賓拿維斯達（Buenavista）、柏雲（Pavon）、恩柏里奧（Imperio）和基洛特（Girod），但吸引不到皇馬的注意。他先後效力CD洛格隆尼斯（CD Logroñés，1943-44年）、桑坦德競技（1944-46年）和切爾達（1946-48）。1948年，文奴斯和主將柏軒奴（Pahiño）幫助切爾達取得西甲第四名及打入西班牙國王盃決賽。而他亦助球隊在1:4大敗給西維爾的決賽中取得唯一入球。翌季，他和柏軒奴一起加盟皇家馬德里。1948年至1958年，共為皇馬上陣347場。他亦曾7次代表西班牙國家足球隊。

### 教練生涯
文奴斯在1959年上任皇馬一隊教練前曾執教皇馬預備隊CF帕斯歐查（Plus Ultra CF）。他帶領球隊進入全盛時期，他帶領皇馬贏得9次西甲冠軍，包括五連冠（1961-65年）及三連冠（1967-69年）。其後他任教共他西甲球隊，包括CF格拉納達（Granada CF，1975-76年）、靴格里斯（Hércules CF，1976-77年）、拉斯彭馬斯（UD Las Palmas，1977-79年）及西維爾（1979-82年）。他亦曾帶領西班牙國家足球隊兩段時期。先在1969年代任領隊出戰4場，而在1982-88年共領西班牙59場賽事，其中曾帶領球隊打入1984年歐洲國家盃決賽及1986年世界盃最後八強。

## 榮譽

### 球員時代
- 皇家馬德里
  - 西甲冠軍:1953-54, 1954-55, 1956-57, 1957-58
  - 歐冠盃冠軍: 1956, 1957
  - 拉丁盃冠軍: 1955, 1957

### 領隊/教練時代
- 皇家馬德里
  - 洲際盃冠軍: 1960
  - 西甲冠軍: 1960-61, 1961-62, 1962-63, 1963-64, 1964-65, 1966-67, 1967-68, 1968-69, 1971-72
  - 歐冠盃冠軍: 1960, 1966
  - 西班牙國王盃冠軍: 1962, 1970

## 外部連結
- Manager Stats at www.lfp.es
- Spain manager stats
- Spain player stats

| 奖项与成就      | 奖项与成就              | 奖项与成就    |
| --------------- | ----------------------- | ------------- |
| 前任： 肯尼基亞 | 歐冠盃 冠軍教練 1959-60 | 繼任： 古特曼 |
| 前任：          | 歐冠盃 冠軍教練 1965-66 | 繼任：        |